# Mulekalenahalli, Holenarsipur
Mulekalenahalli là một làng thuộc tehsil Holenarsipur, huyện Hassan, bang Karnataka, Ấn Độ.